# Ricoh Open 2016 - Qualificazioni singolare femminile
Le qualificazioni del singolare del Ricoh Open 2016 sono state un torneo di tennis preliminare per accedere alla fase finale della manifestazione. Le vincitrici dell'ultimo turno sono entrate di diritto nel tabellone principale. In caso di ritiro di una o più giocatrici aventi diritto a queste sono subentrate le lucky loser, ossia le giocatrici che hanno perso nell'ultimo turno ma che avevano una classifica più alta rispetto alle altre partecipanti che avevano comunque perso nel turno finale.

## Teste di serie
1. Aleksandra Krunić (ultimo turno, Lucky loser)
2. Risa Ozaki (qualificata)
3. Viktorija Golubic (qualificata)
4. Irina Chromačëva (ultimo turno)
5. Aleksandra Panova (primo turno)
6. Urszula Radwańska (primo turno)

1. Jennifer Brady (primo turno)
2. Amra Sadiković (ultimo turno)
3. Miyu Katō (primo turno)
4. Ana Bogdan (ultimo turno)
5. Elise Mertens (qualificata)
6. Barbora Krejčíková (primo turno)

## Qualificate
1. Eri Hozumi
2. Risa Ozaki
3. Viktorija Golubic

1. Natalia Vikhlyantseva
2. Jovana Jakšić
3. Elise Mertens

### Lucky loser
1. Aleksandra Krunić

## Tabellone

### Legenda
| - Q = Qualificato - WC = Wild card - LL = Lucky loser | - ALT = Alternate - SE = Special Exempt - PR = Protected Ranking | - w/o = Walkover - r = Ritirato - d = Squalificato |

### Sezione 1
|  | Primo turno | Primo turno        | Primo turno        | Primo turno | Primo turno |  |  | Ultimo turno | Ultimo turno      | Ultimo turno      | Ultimo turno | Ultimo turno |  |
|  |             |                    |                    |             |             |  |  |              |                   |                   |              |              |  |
|  | 1           | Aleksandra Krunić  | 6                  | 2           | 6           |  |  |              |                   |                   |              |              |  |
|  |             | Isabella Šinikova  | 1                  | 6           | 3           |  |  | 1            | Aleksandra Krunić | Aleksandra Krunić | 67           | 64           |  |
|  |             | Eri Hozumi         | Eri Hozumi         | 6           | 7           |  |  |              | Eri Hozumi        | Eri Hozumi        | 7            | 7            |  |
|  | 12          | Barbora Krejčíková | Barbora Krejčíková | 3           | 62          |  |  |              |                   |                   |              |              |  |

### Sezione 2
|  | Primo turno | Primo turno            | Primo turno            | Primo turno | Primo turno |  |  | Ultimo turno | Ultimo turno    | Ultimo turno    | Ultimo turno | Ultimo turno |  |
|  |             |                        |                        |             |             |  |  |              |                 |                 |              |              |  |
|  | 2           | Risa Ozaki             | Risa Ozaki             | 7           | 6           |  |  |              |                 |                 |              |              |  |
|  |             | Aleksandrina Najdenova | Aleksandrina Najdenova | 6           | 3           |  |  | 2            | Risa Ozaki      | Risa Ozaki      | 6            | 6            |  |
|  | WC          | Erika Vogelsang        | 3                      | 6           | 6           |  |  | WC           | Erika Vogelsang | Erika Vogelsang | 3            | 0            |  |
|  | 9           | Miyu Katō              | 6                      | 4           | 3           |  |  |              |                 |                 |              |              |  |

### Sezione 3
|  | Primo turno | Primo turno             | Primo turno             | Primo turno | Primo turno |  |  | Ultimo turno | Ultimo turno      | Ultimo turno | Ultimo turno | Ultimo turno |  |
|  |             |                         |                         |             |             |  |  |              |                   |              |              |              |  |
|  | 3           | Viktorija Golubic       | Viktorija Golubic       | 7           | 6           |  |  |              |                   |              |              |              |  |
|  |             | Varatchaya Wongteanchai | Varatchaya Wongteanchai | 6           | 3           |  |  | 3            | Viktorija Golubic | 65           | 6            | 6            |  |
|  |             | Jessica Moore           | 3                       | 6           | 3           |  |  | 10           | Ana Bogdan        | 7            | 2            | 2            |  |
|  | 10          | Ana Bogdan              | 6                       | 4           | 6           |  |  |              |                   |              |              |              |  |

### Sezione 4
|  | Primo turno | Primo turno           | Primo turno           | Primo turno | Primo turno |  |  | Ultimo turno | Ultimo turno          | Ultimo turno          | Ultimo turno | Ultimo turno |  |
|  |             |                       |                       |             |             |  |  |              |                       |                       |              |              |  |
|  | 4           | Irina Chromačëva      | 1                     | 7           | 7           |  |  |              |                       |                       |              |              |  |
|  | WC          | Sandra Zaniewska      | 6                     | 5           | 64          |  |  | 4            | Irina Chromačëva      | Irina Chromačëva      | 5            | 1            |  |
|  |             | Natalia Vikhlyantseva | Natalia Vikhlyantseva | 6           | 6           |  |  |              | Natalia Vikhlyantseva | Natalia Vikhlyantseva | 7            | 6            |  |
|  | 7           | Jennifer Brady        | Jennifer Brady        | 2           | 4           |  |  |              |                       |                       |              |              |  |

### Sezione 5
|  | Primo turno | Primo turno       | Primo turno       | Primo turno | Primo turno |  |  | Ultimo turno | Ultimo turno   | Ultimo turno   | Ultimo turno | Ultimo turno |  |
|  |             |                   |                   |             |             |  |  |              |                |                |              |              |  |
|  | 5           | Aleksandra Panova | Aleksandra Panova | 4           | 4           |  |  |              |                |                |              |              |  |
|  |             | Jovana Jakšić     | Jovana Jakšić     | 6           | 6           |  |  |              | Jovana Jakšić  | Jovana Jakšić  | 6            | 7            |  |
|  | WC          | Mandy Wagemaker   | Mandy Wagemaker   | 4           | 3           |  |  | 8            | Amra Sadiković | Amra Sadiković | 3            | 68           |  |
|  | 8           | Amra Sadiković    | Amra Sadiković    | 6           | 6           |  |  |              |                |                |              |              |  |

### Sezione 6
|  | Primo turno | Primo turno       | Primo turno       | Primo turno | Primo turno |  |  | Ultimo turno | Ultimo turno      | Ultimo turno | Ultimo turno | Ultimo turno |  |
|  |             |                   |                   |             |             |  |  |              |                   |              |              |              |  |
|  | 6           | Urszula Radwańska | Urszula Radwańska | 1           | 2           |  |  |              |                   |              |              |              |  |
|  |             | Tereza Martincová | Tereza Martincová | 6           | 6           |  |  |              | Tereza Martincová | 2            | 6            | 0r           |  |
|  |             | Asia Muhammad     | Asia Muhammad     | 0           | 3           |  |  | 11           | Elise Mertens     | 6            | 1            | 2            |  |
|  | 11          | Elise Mertens     | Elise Mertens     | 6           | 6           |  |  |              |                   |              |              |              |  |